# 德氏刺鰍
德氏刺鰍為輻鰭魚綱合鰓目刺鰍亞目刺鰍科的其中一種，分布於非洲中非共和國的Gribingui河流域，體長可達24.6公分，棲息在底層水域，屬肉食性，可做為食用魚。